# یواس‌اس بلکفین (اس‌اس-۳۲۲)
یواس‌اس بلکفین (اس‌اس-۳۲۲) (به انگلیسی: USS Blackfin (SS-322)) یک زیردریایی بود که طول آن ۳۱۱ فوت ۹ اینچ (۹۵٫۰۲ متر) بود. این زیردریایی در سال ۱۹۴۴ ساخته شد.